# 圣多马教堂 (莱比锡)

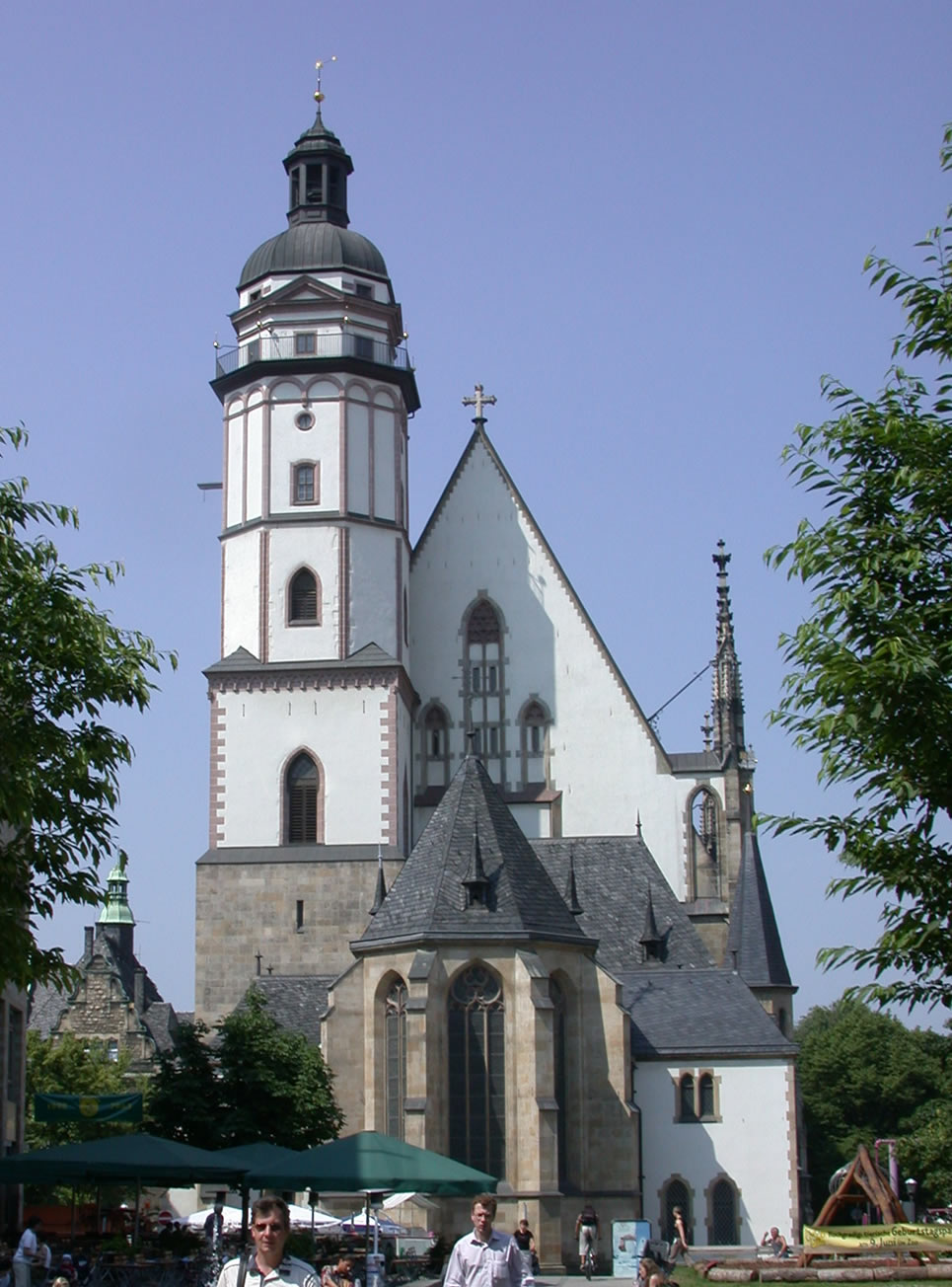
圣多马教堂

圣多马教堂（Thomaskirche）是德国莱比锡的一座路德会教堂，其最著名之处是约翰·塞巴斯蒂安·巴赫长期担任这座教堂的唱诗班指挥，其遗体也安葬于此。

## 历史

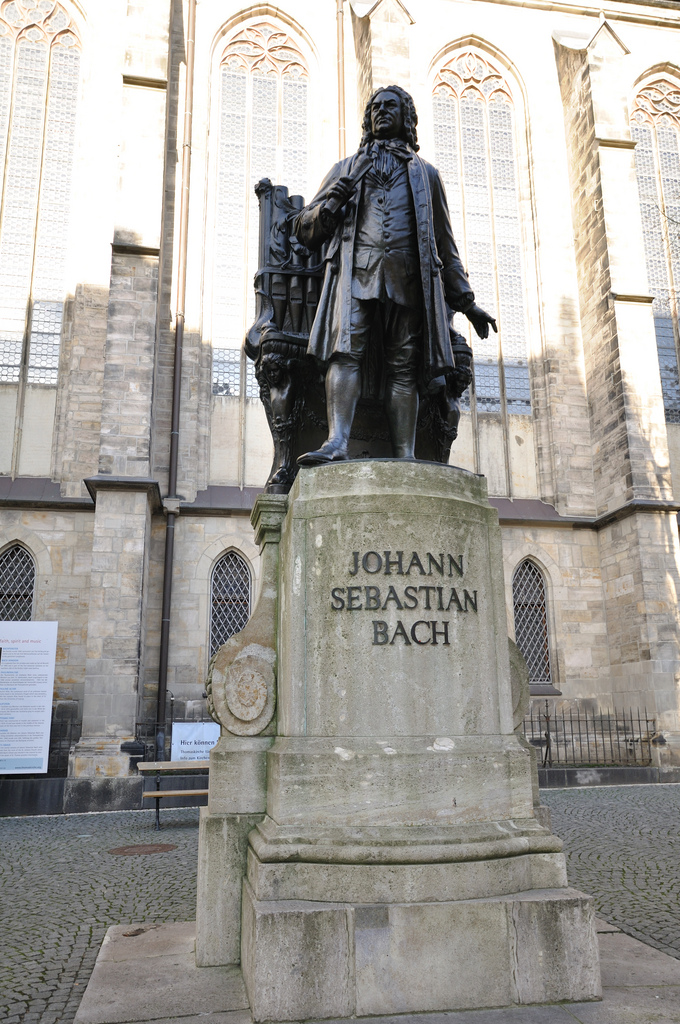
教堂前的巴赫像

在12世纪，此处便有一座教堂。在1212年到1222年改为奥斯定会的圣多马修道院。1217年，海因里希·冯·莫伦根前往印度时，将多马圣物捐赠给教堂。经过多次重建（考古发掘中发现早期罗曼式建筑的遗迹），1496年4月10日，梅泽堡主教蒂洛祝圣了目前的这座哥特式建筑。1539年五旬节主日，宗教改革领袖马丁·路德在此讲道。今天，这是一座路德会教堂。
钟楼始建于1537年，1702年重建，达到目前的68米高度。
作曲家约翰·塞巴斯蒂安·巴赫从1723年至1750年去世一直担任圣多马教堂的唱诗班指挥。1908年，教堂旁边竖起了巴赫雕像。 圣多马合唱团目前仍是世界最顶尖的合唱团体之一，其现任乐长为德国指挥家乔治·克利斯多夫·比勒。
1943年12月4日，钟楼被盟军空袭损坏。
莱比锡圣约翰教堂在第二次世界大战中被摧毁，1950年，埋葬在那里的巴赫遗体也迁到圣多马教堂安葬。目前的哥特式祭坛，是1993年安装的，属于1968年被共产党政府摧毁的莱比锡大学的大学教堂Paulinerkirche。

## 图片

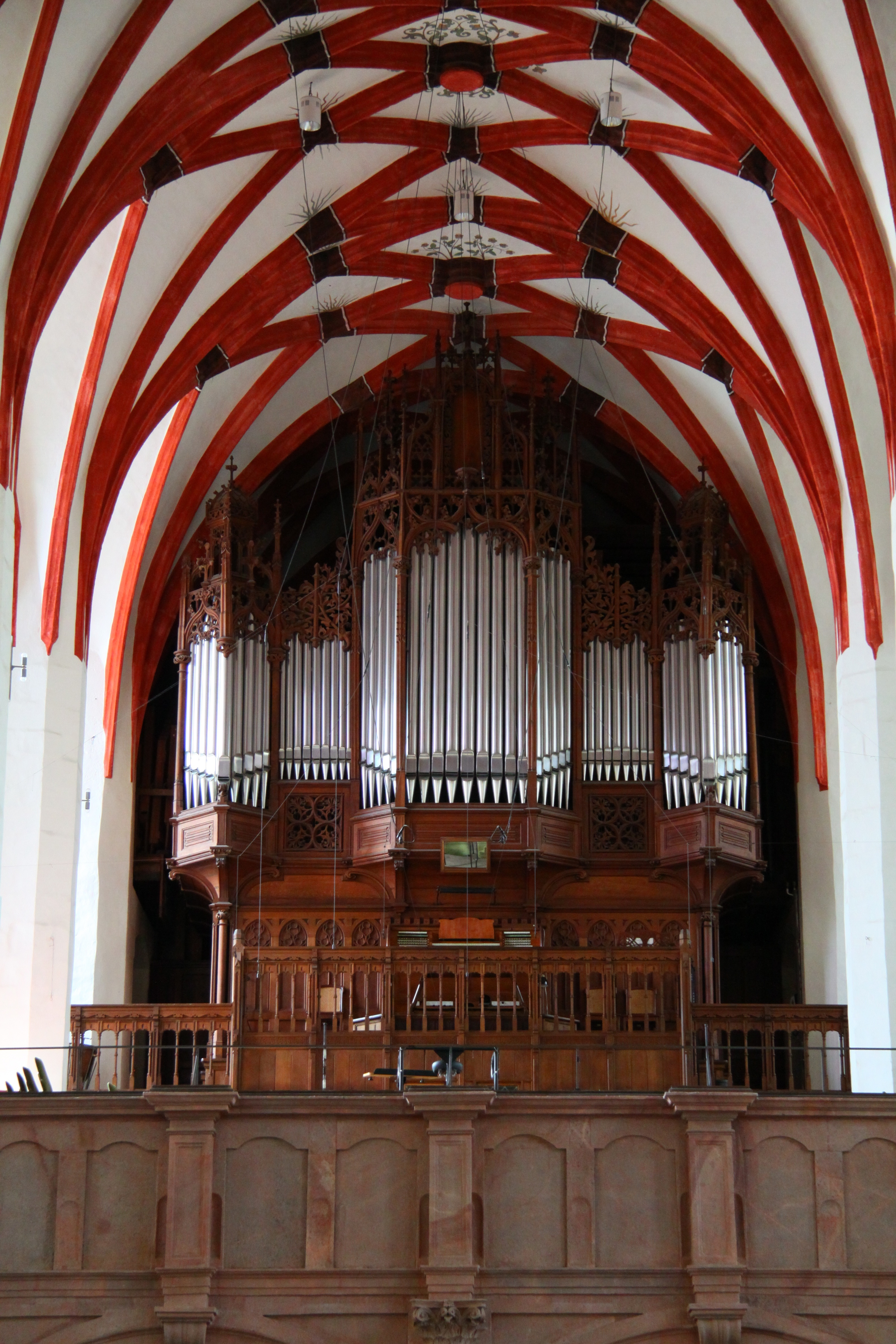
The Sauer organ
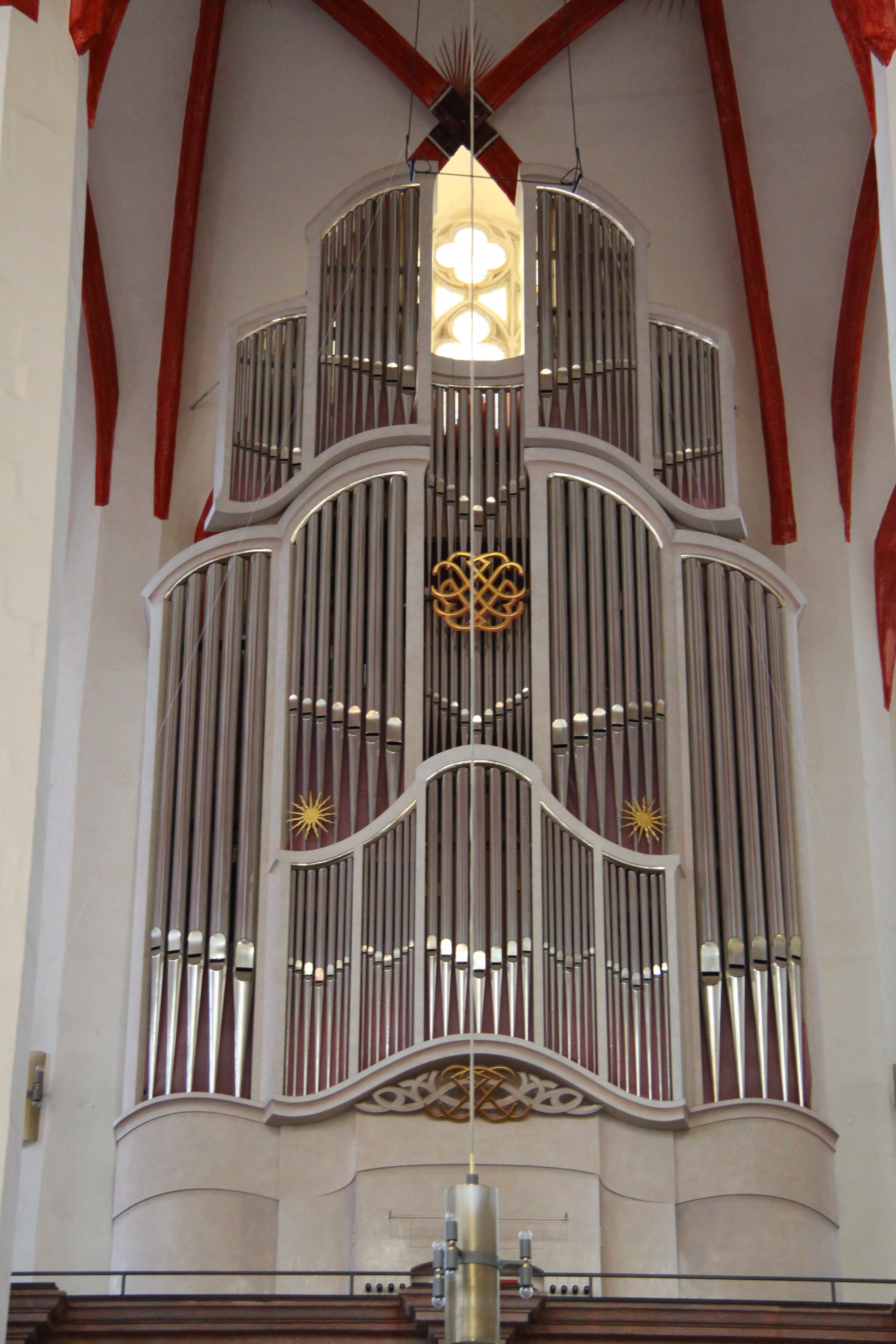
The Woehl organ
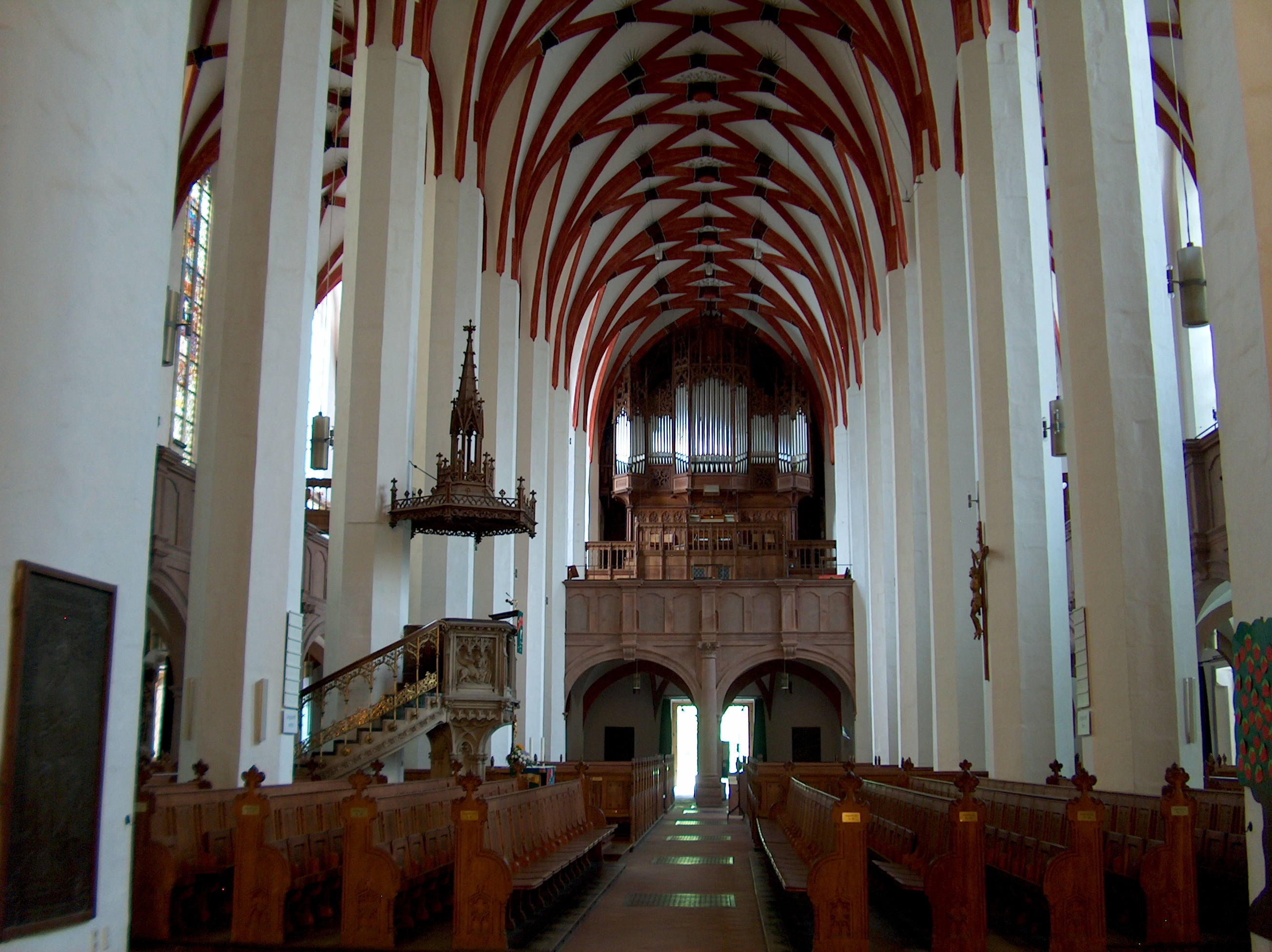
Interior with pulpit
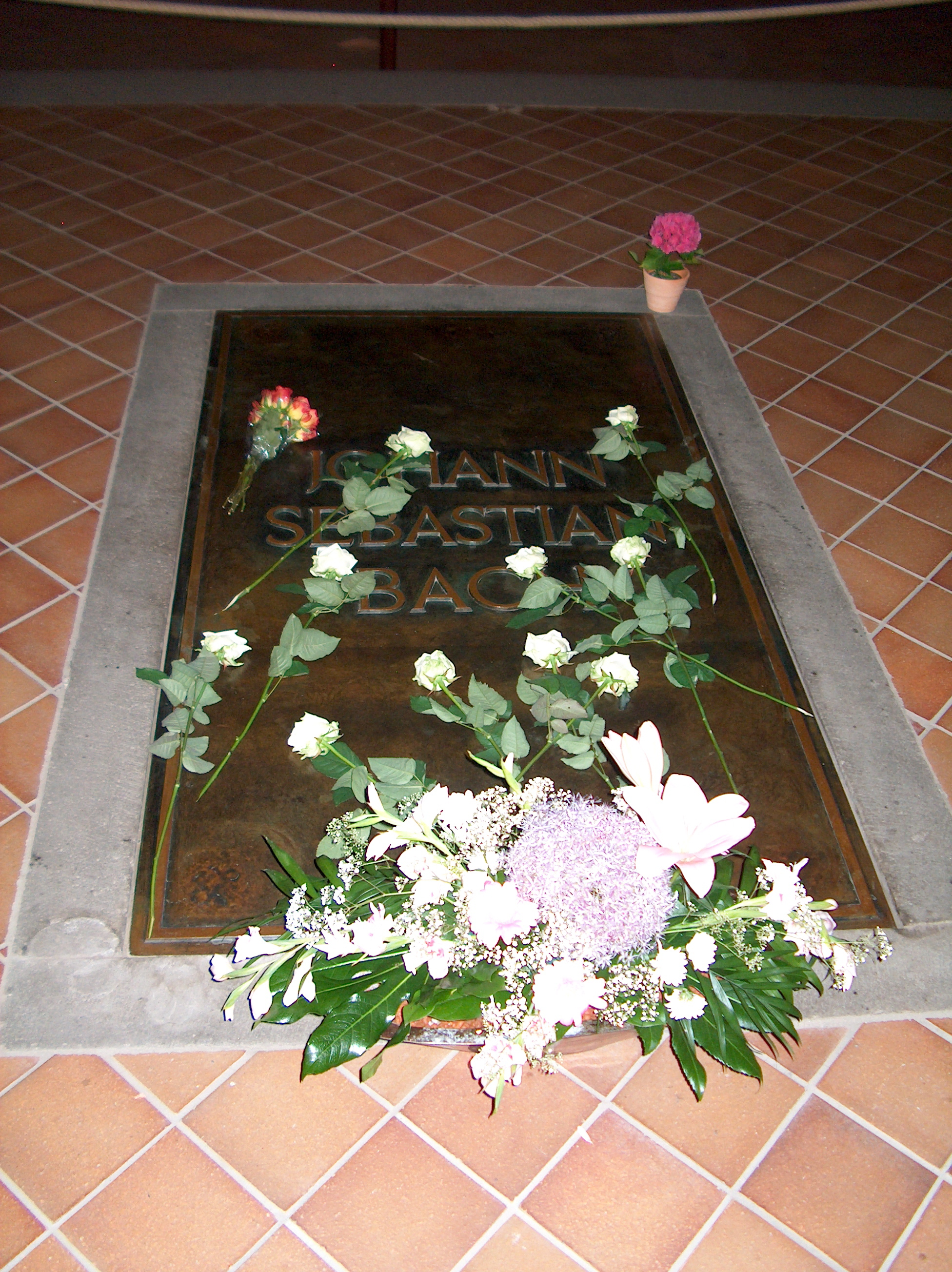
Bach's Site of Interment in the Nave